# Rocky 7
Rocky 7 is het derde album van de Vlaamse hiphopgroep 't Hof van Commerce.

## Tracklist
1. Slaet Op Min Gat
2. Kom Mor Ip
3. 't Beste Moe Nog Komn
4. 4T4 Zegt
5. Punk Of Yo!
6. Allo Concurrentie
7. Dikkenekke
8. Buyse Zegt
9. Tusn Eemle En Elle
10. Wik Ist?
11. Zonder Totetrekkerie
12. Leverancier Zegt
13. Zeg Et Voart
14. Lat Mie Zin En Grust
15. Casino Royale